# AQH Share
Pour les articles homonymes, voir AQH.
AQH Share est une statistique qui mesure l'audience de la radio.

## Définition
En radio, la mesure d'audience critique est appelée AQH Share, ou "nombre moyen d'auditeurs par quart d'heure". AQH Share est le nombre estimé d'auditeurs d'une station de radio, exprimé en pourcentage des personnes qui écoutaient la radio pendant un quart d'heure au cours d'une journée donnée.
AQH est l'abréviation de Average Quarter-Hour Persons (AQH Persons), défini par Arbitron (aujourd'hui dénommée Nielsen Audio) comme le nombre moyen de personnes ayant écouté une station particulière pendant au moins cinq minutes au cours d'une période de 15 minutes.
Share est le pourcentage de ceux qui écoutent la radio dans un "marché" Arbitron (généralement une zone métropolitaine ) et qui écoutent une station de radio particulière.